# ایبستون
ایبستون (به انگلیسی: Ibstone) یک روستا و محله مدنی در بریتانیا است که در ویکام واقع شده‌است. ایبستون ۲۳۷ نفر جمعیت دارد.